# Stake Uncle Sam to Play Your Hand
Stake Uncle Sam to Play Your Hand è un cortometraggio muto del 1918. Il nome del regista non viene riportato nei credit del film, una pellicola di propaganda per incentivare l'acquisto dei buoni per il prestito di guerra.

## Trama
Mentre il Kaiser tedesco vince giocando a carte, nella partita interviene Miss Liberty Loan e, con il suo aiuto, il perdente guadagna la mano.

## Produzione
Il film fu prodotto dalla Goldwyn Pictures Corporation e dal Liberty Loan Committee.

## Distribuzione
Distribuito dalla Goldwyn Distributing Company, il film - un cortometraggio in una bobina - uscì nelle sale cinematografiche statunitensi nell'ottobre 1918.